# Narsinghpur (huyện)
Huyện Narsinghpur là một huyện thuộc bang Madhya Pradesh, Ấn Độ. Thủ phủ huyện Narsinghpur đóng ở Narsinghpur. Huyện Narsinghpur có diện tích 5133 ki lô mét vuông. Đến thời điểm năm 2001, huyện Narsinghpur có dân số 957399 người.